# Центральний (бахш, шагрестан Талеш)
Центральний (перс. مرکزی) — бахш в Ірані, в шагрестані Талеш остану Ґілян. За даними перепису 2006 року, його населення становило 85258 осіб, які проживали у складі 20617 сімей.

## Дегестани
До складу бахша входять такі дегестани:
- Кухестані-є-Талеш
- Сахелі-є-Джукандан
- Тула-Руд